# 42 (영화)
《42》는 2013년 개봉한 미국의 전기 스포츠 드라마 영화이다. 아프리카계 미국인 최초로 메이저 리거가 된 재키 로빈슨을 주인공으로 한 작품으로, 제목의 42는 로빈슨의 등번호였다. 브라이언 헬걸런드가 연출하고, 채드윅 보즈먼이 재키 로빈슨 역을 맡았다. 그 외에 해리슨 포드, 안드레이 홀랜드, 크리스토퍼 멀로니, 루커스 블랙, 니콜 버하리, 라이언 메리먼 등이 출연했다.
2013년 4월 12일에 미국에서 워너 브라더스에 의해 개봉하였다. 개봉 첫 주에 2,750만 달러 흥행 수익을 달성하며 야구 영화 첫 주 흥행 신기록을 세웠으며, 최종적으로 전 세계에서 4,000만 달러 예산 대비 9,750만 달러를 벌어들였다.
보즈먼의 진심 어린 인물 묘사와 포드의 양식화된 연기를 중심으로 비평가들로부터 대체로 긍정 평가를 받았다. 2013년 제26회 시카고 비평가 협회상에서 보즈먼이 유망 연기자상 후보에 올랐다.

## 줄거리
제2차 세계 대전 이후 미국에서 야구는 자유 민주주의의 상징으로 여겨지고 있었지만 흑인 선수들은 여전히 짐 크로 법에 의해 인종 차별을 받으며 메이저 리그에서 배제되고 있었다.
이러한 상황 속에서 브루클린 다저스의 구단주 브랜치 리키는 흑인 선수인 니그로 리그 베이스볼 캔자스시티 모너크스의 재키 로빈슨을 영입하기로 결심한다. 리키는 로빈슨에게 다저스 합류를 제안하면서 인종 차별적 도발에 맞서지 않고 감정을 억누를 것을 주문하고, 로빈슨은 이를 받아들인다. 로빈슨은 다저스 산하 트리플 A 마이너리그 팀인 몬트리올 로열스에서 스프링 캠프를 준비하고, 리키는 로열스의 감독에게 로빈슨을 평등하게 대우할 것을 요구한다.
첫 시즌에서 뛰어난 활약을 펼친 로빈슨은 다저스에 합류하게 되고, 1루수로 훈련을 받는다. 일부 다저스 선수들은 로빈슨과의 경기 출전을 거부하는 청원서를 작성하지만 감독 리오 더로셔는 야구만 잘하면 되지 피부색이 무슨 상관이냐며 이를 묵살한다. 그러나 야구 커미셔너 해피 챈들러가 불륜 스캔들을 이유로 더로셔를 정직 처분하면서 선수 출신 버트 쇼턴이 새 감독으로 임명된다. 한편 로빈슨을 전담 취재하는 흑인 스포츠 기자 웬들 스미스는 로빈슨에게 흑인 기자는 기자석에 출입할 수 없다는 사실을 알려 준다.
1947년 개막전에서 데뷔한 로빈슨은 인종 차별적인 야유와 험담에 시달린다. 필라델피아 필리스의 감독 벤 채프먼은 로빈슨에게 인종 모욕적인 발언을 퍼붓고, 로빈슨은 분노를 억누르지 못하고 더그아웃에서 야구 방망이를 부러뜨리며 눈물을 흘린다. 리키는 로빈슨에게 채프먼이 일부러 그를 맞서 싸우게 만들려고 부추기고 있는 거라고 말하며 인내심을 강조한다. 팀 동료 에디 스탱키가 로빈슨을 옹호하고, 로빈슨은 결승점을 따낸다.
채프먼의 인종차별적 행동을 두고 비판 여론이 일자 필리스 단장 허브 페넉은 채프먼에게 잡지 라이프에 실릴 사진을 로빈슨과 함께 촬영하라고 강요한다. 다저스 유격수 피위 리스는 신시내티 크로슬리 필드의 적대적인 관중 앞에서 보란 듯이 로빈슨의 어깨에 팔을 두르며 연대 의식을 표출한다.
세인트루이스 카디널스와의 경기에서 이너스 슬로터는 로빈슨의 다리에 뾰족한 운동화 밑창을 박는다. 분노한 동료들은 복수를 원하지만 로빈슨은 이들을 진정시키며 경기에 집중할 것을 지시한다. 리키는 로빈슨 덕분에 야구에 대한 사랑을 되찾았다고 고백한다.
로빈슨은 피츠버그 파이리츠와의 경기에서 홈런을 쳐 다저스를 내셔널 리그 우승으로 이끌고 다저스는 1947년 월드 시리즈에 진출한다. 흑인 사회는 로빈슨의 업적에 환호하고, 웬들은 로빈슨의 활약을 기록한다. 에필로그에서 로빈슨은 미국 야구 명예의 전당에 헌액되었고, 웬들은 1948년 최초의 흑인 미국 야구 기자 협회 회원이 되었으며, 로빈슨에게서 영감을 받은 소년 에드 찰스는 나중에 1969년 월드 시리즈 우승팀 미러클 메츠에서 활약했다는 정보가 나온다. 영화는 매년 로빈슨의 영향력을 기리는 “재키 로빈슨 데이”에 미국 야구계에서 유일하게 모든 팀에 걸쳐 적용되는 영구 결번이 된 로빈슨의 등번호 42번을 메이저 리그 선수 전원이 착용하고 있는 모습으로 마무리된다.

## 출연진
- 채드윅 보즈먼 - 재키 로빈슨 역
- 해리슨 포드 - 브랜치 리키 역
- 니콜 버하리 - 레이철 로빈슨 역
- 크리스토퍼 멀로니 - 리오 더로셔 역
- 안드레이 홀랜드 - 웬들 스미스 역
- 앨런 튜딕 - 벤 채프먼 역
- 루커스 블랙 - 피위 리스 역
- 해미시 링클레이터 - 랠프 브랭카 역
- 브렛 컬런 - 클레이 호퍼 역
- 라이언 메리먼 - 딕시 워커 역
- 브래드 바이어 - 커비 히그비 역
- 지노 앤서니 페시 - 조 개러지올라 역
- T. R. 나이트 - 해럴드 패럿 역
- 맥스 게일 - 버트 쇼턴 역
- 토비 허스 - 클라이드 수크포스 역
- 제임스 피컨스 주니어 - 브록 씨 역
- 마크 해럴릭 - 허브 페넉 역
- 데릭 필립스 - 보비 브래건 역
- 제시 루컨 - 에디 스탱키 역
- 존 C. 맥긴리 - 레드 바버 역
- 두산 브라운 - 어린 에드 찰스 역
- 링크 핸드 - 프리츠 오스터뮬러 역
- 피터 매켄지 - 해피 챈들러 역
- C. J. 닛카우스키 - 더치 레너드 역
- 제러미 레이 테일러 - 소년 역

## 반응
더 할리우드 리포터는 채드윅 보즈먼이 “야구 선수 연기를 설득력 있게 보여 주었다”고 언급했으며, 평론가 오언 글라이버먼은 해리슨 포드가 “만화 스타일의 양식화된 연기를 기발하게 선보였다”고 평했다.